# Belaguli, Chiknayakanhalli
Belaguli là một làng thuộc tehsil Chiknayakanhalli, huyện Tumkur, bang Karnataka, Ấn Độ.